# Mellau István
Mellau István (Csanálos, 1875. november 18. – Nagyvárad, 1947. szeptember 1.) római katolikus pap, egyházi író.

## Életútja, munkássága
Középiskolát Szatmárnémetiben, teológiát Nagyváradon végzett, 1899-ben szentelték római katolikus pappá. Debrecenben polgári iskolai tanári oklevelet szerzett. 1904-től Bélfenyéren, majd Vaskón helyettes plébános, 1905-től a nagyváradi reáliskola, 1908-tól a tanítóképző hittantanára, 1923-tól esperes plébános Margittán, 1937-től 1946-ig a nagyváradi Szent László-templom plébánosa, pápai kamarás.
A bérmálás előmunkálatai (Nagyvárad, 1906) címmel jelent meg katekézis-ciklusa, Őrszem címmel 1919-ben hitbuzgalmi lapot indított az erdélyi katolikusok számára. Németből fordította az Útravaló fiatal lányok számára (Nagyvárad, 1922) c. munkát. Losonczy Gáborral közösen jelentette meg Pailler Vilmos kanonok német nyelvű színműve nyomán írt Jairus leánya (Margitta, 1927) c. bibliai tárgyú verses drámáját.